# Nate Campbell
Pour les articles homonymes, voir Campbell.
Nate Campbell est un boxeur américain né le 7 mars 1972 à Jacksonville, Floride.

## Carrière
Il devient champion du monde des poids légers unifié WBA, IBF et WBO le 8 mars 2008 après avoir battu aux points Juan Díaz.
Ne pouvant affronter dans le délai imparti ses différents challengers, il décide de laisser son titre WBA vacant le 10 janvier 2009 au profit du namibien Paulus Moses.
Le 13 février 2009, il perd ses titres IBF & WBO pour ne pas avoir respecté la limite de poids autorisée la veille de son combat contre son challenger sud africain Ali Funeka, combat qu'il remporte néanmoins aux points.
Passé en super-welters, il s'incline pour le gain de la ceinture WBO le 1er août 2009 en étant stoppé au 3e round par l'américain Timothy Bradley.